# Kunigunde von Polen
Kunigunde (poln. Kunegunda; * um 1328; † 1357) war eine polnische Prinzessin, Herzogin von Bayern und Markgräfin von Brandenburg. Sie entstammte dem Adelsgeschlecht der kujawischen und schlesischen Piasten und heiratete in die Wittelsbacher ein.

## Leben
Kunigunde war Tochter von König Kasimir dem Großen von Polen († 1370) und seiner ersten Ehefrau Anna von Litauen.

## Ehe und Familie
Um die Verbindung der Piasten mit den Wittelsbachern zu verhindern, belagerte Johann von Böhmen Krakau erfolglos. 1345 heiratete sie Ludwig den Römer, den Sohn Kaiser Ludwig IV. Ludwig war Herzog von Bayern und Markgraf von Brandenburg. Die Ehe blieb kinderlos.